# Bạch Mi đạo nhân
Bạch Mi đạo nhân (chữ Hán: 白眉道人, phiên âm Latin: Bai Mei Dao Ren) là người sáng tạo ra môn phái Bạch Mi quyền vào thời kỳ vua Càn Long đầu triều nhà Thanh.
Trong hệ Nam quyền của Nam Thiếu Lâm Phúc Kiến, ngoài Bạch Mi quyền còn có Hồng quyền và Vịnh Xuân quyền.
Cuộc đời và sự nghiệp võ thuật của Bạch Mi Đạo Nhân có nhiều tồn nghi trong giới học giả ở Trung Hoa, nhất là trong giới võ thuật miền Nam Trung Hoa.
Có rất nhiều câu chuyện ly kỳ, thậm chí mang tính thêu dệt và bịa đặt ở Trung Hoa về tiểu sử của Bạch Mi Đạo Nhân và môn võ cũng mang tên ông do chính ông sáng tạo cũng giống hệt như câu chuyện Trương Tam Phong Đạo Nhân sáng tạo ra Võ Đang quyền.
Trong giới võ thuật ở miền Nam Trung Hoa, Bạch Mi Đạo Nhân được xem như là một kẻ ‘’Phản đồ" của Nam Thiếu Lâm và là người chủ mưu hoặc ít nhất là có tham gia hai lần vào vụ hỏa thiêu chùa Nam Thiếu Lâm Toàn Châu Phúc Kiến lần thứ nhất vào năm 1723 (tức năm Ung Chính thứ 2) dưới bàn tay của vua Ung Chính và vụ hỏa thiêu chùa Nam Thiếu Lâm Toàn Châu Phúc Kiến vào năm 1763 (tức năm Càn Long thứ 28) dưới bàn tay của vua Càn Long.

## Bạch Mi có phải là một "Phản đồ"?
Bạch Mi Đạo Nhân có phải là một "Phản đồ" của Nam Thiếu Lâm?
Không có một tài liệu nào đề cập vấn đề này mà chỉ là những câu chuyện truyền khẩu trong giới võ thuật và được Càn Long viết trong bộ tiểu thuyết Càn Long Tuần Hạ Giang Nam Ký và bộ tiểu thuyết Lã Mai Nương Truyện của Tề Phong Quân được các hãng phim Hong Kong dựng thành bộ phim Nam Thiếu Lâm là một câu chuyện mang tính tiểu thuyết hư cấu nhiều hơn là sự thật.
Câu chuyện này phải nói rõ ra rằng là một sự bịa đặt, dù vậy câu chuyện này vẫn cứ được lưu truyền trong giới võ thuật ở miền Nam Trung Hoa và thường được các hãng phim Hồng Kông chuyển thể thành phim Kungfu (phim võ thuật) với các câu chuyện về sự giao chiến giữa Hồng Hy Quan, Phương Thế Ngọc và Bạch Mi Đạo Nhân … cho đến các câu chuyện ly kỳ hơn là sự hận thù giữa các võ phái Nam Thiếu Lâm mà chủ đạo là mối thâm thù huyết hải giữa hai phái Thiếu Lâm Hồng gia và Thiếu Lâm Bạch Mi.
Tại sao có câu chuyện này?

### Thuyết thứ nhất
Mọi chuyện bắt đầu từ vị vua Càn Long nhà Thanh sáng tác bộ tiểu thuyết võ hiệp Càn Long Du Giang Nam gán cho Bạch Mi Đạo Nhân và các môn đồ của ông cùng Phùng Đạo Đức, Ngũ Mai Lão Ni Sư Thái âm mưu ngấm ngầm dẫn dắt quan quân nhà Thanh đi phóng hỏa đốt chùa Nam Thiếu Lâm ở thành phố Toàn Châu tỉnh Phúc Kiến vào năm 1723 (tức năm Ung Chính thứ 2), làm cho người đời sau cứ ngỡ ngôi chùa bị đốt là chùa Thiếu Lâm Tung Sơn ở huyện Đăng Phong tỉnh Hà Nam mà ngôi chùa này mới thật sự là chùa Thiếu Lâm chính là nơi xuất phát võ Thiếu Lâm. Sau đó Chí Thiện Thiền Sư xây ngôi chùa Nam Thiếu Lâm thứ hai cũng tại thành phố Toàn Châu tỉnh Phúc Kiến rồi sau này cũng bị Bạch Mi Đạo Nhân chính thức ra mặt tham gia thiêu hủy y như lần trước luôn vào năm 1763 (tức năm Càn Long thứ 28). Sau khi tham gia thiêu hủy lần thứ hai này, Bạch Mi đã bỏ đi theo Đạo gia trong núi Nga Mi ở tỉnh Tứ Xuyên và biến mất bặt tăm, mãi cho đến sau này cuối thời nhà Thanh, các môn đồ của Bạch Mi phái ở Phật Sơn tỉnh Quảng Đông và ở Lĩnh Nam (phía nam Quảng Đông giáp ranh Việt Nam) là Trương Lễ Tuyền (Cheung Lai Cheun, 1880 - 1964), còn gọi là Trương Sư, xuất hiện thì giới võ thuật miền Nam Trung Hoa mới biết Bạch Mi phái vẫn còn tồn tại.
Trong các dòng phái của Bạch Mi quyền sau này, các môn đồ của Bạch Mi phái đều phủ nhận câu chuyện trên là bịa đặt và không hề có mối thù nào giữa hai phái Hồng Gia quyền và Bạch Mi quyền cả. Có một số môn đồ Bạch Mi phái lại phủ quanh Bạch Mi Đạo Nhân những câu chuyện truyền kỳ về sự tích tiêu diệt chùa Nam Thiếu Lâm của Bạch Mi Đạo Nhân như là một bằng chứng để đề cao tính siêu việt của kỹ pháp Bạch Mi quyền hơn hẳn võ thuật trong chùa Nam Thiếu Lâm. Đây cũng là câu chuyện không có một sử gia võ thuật Trung Hoa nào ghi nhận là có thật cả.
Có ai biết đâu rằng các môn đồ của Bạch Mi Đạo Nhân cũng bị quan quân nhà Thanh truy lùng và hành hình tội chết vì cũng tham gia phong trào phản Thanh phục Minh lúc đó. Thế là từ đây, Bạch Mi Đạo Nhân lại bị gán cho tội danh "phản đồ" đi theo nhà Thanh để cứu các đồ đệ của mình khỏi tội chết.

### Thuyết thứ hai
Lại có thuyết kể rằng Bạch Mi Đạo Nhân, tên thật là Chu Long Tuyền, là một võ tăng trong chùa Nam Thiếu Lâm Toàn Châu Phúc Kiến, do bất mãn với sư phụ là Hồng Mi đã truyền lại tâm ấn và giáo pháp Phật giáo cùng võ công chân truyền cho Chí Thiện Thiền sư để kế nghiệp trụ trì chùa Nam Thiếu Lâm, nên trong bụng từ lâu đã có ý mưu phản và sáng tác ra một môn võ đối nghịch lại với Thiếu Lâm. Sau khi chùa Nam Thiếu Lâm Toàn Châu Phúc Kiến bị hỏa thiêu, sư trưởng chùa Thiếu Lâm là Hồng Mi đã đặt pháp danh cho Chu Long Tuyền là Bạch Mi để giấu tung tích. Bạch Mi sau đó tham gia huấn luyện đoàn binh tăng chùa Nam Thiếu Lâm thứ hai cũng tại tỉnh Phúc Kiến và đã âm mưu tiết lộ kế hoạch phản Thanh phục Minh của chùa cho Càn Long để đổi lấy thông tin về kế hoạch tấn công Nam Thiếu Lâm Phúc Kiến lần hai với ý đồ tiêu diệt võ Thiếu Lâm hoàn toàn để Bạch Mi phái xưng vương đứng đầu trong giới võ thuật Trung Hoa.
Nếu ai đã nghiên cứu lịch sử võ thuật thì không thể tưởng tượng ra nổi câu chuyện trên lại nhằm ý xuyên tạc Bạch Mi Đạo Nhân một cách độc ác và nham hiểm như vậy.
Nếu câu chuyện trên có thật thì, Thiếu Lâm Tung Sơn Hà Nam và Bắc Thiếu Lâm ở Bàn Sơn tỉnh Hà Bắc (Trung Quốc) chắc là hư danh và không có thật trong lịch sử võ thuật Trung Hoa mà chỉ có Nam Thiếu Lâm mới là võ Thiếu Lâm chính tông xưa nay ở Trung Hoa nên mới trở thành mục tiêu của nhà Thanh. Hoặc là, vậy tại sao nhà Thanh không tiêu diệt nốt luôn chùa Thiếu Lâm Tung Sơn Hà Nam và Bắc Thiếu Lâm để diệt cỏ tận gốc và xóa sổ tên phái Thiếu Lâm hoàn toàn ra khỏi danh sách các võ phái Trung Hoa.

Lâm Thế Vinh, học trò của Hoàng Phi Hồng, trong tư thế Trảo Mã tấn và động tác chào Minh Tự Cung thủ Lễ nghĩa là vòng tay bái tổ nhà Minh ở trong bài Cung Tự Phục Hổ quyền của Nam Thiếu Lâm Phúc Kiến.

Sở dĩ Càn Long tiêu diệt Nam Thiếu Lâm vì các đệ tử tục gia của họ đã tham gia phong trào phản Thanh phục Minh. Nguyên nhân này được giải thích rất rõ trong các lưu thuyết về nguồn gốc của các võ phái thuộc hệ Nam quyền Thiếu Lâm rằng: trong cách chào bái tổ của các võ phái hệ Nam quyền tức Nam Thiếu Lâm thì tay phải nắm thành quyền, tay trái xoè thủ chưởng (lòng bàn tay) và hai tay áp vào nhau được đặt ngay trước ngực (trong khi Thiếu Lâm Tung Sơn Hà Nam đặt thế chào này ngang chân mày trước mặt) mà trong chữ Hán đó là hai chữ Nhật (Dương) 日 và Nguyệt (Âm) 月 ghép lại thành chữ Minh 明 nghĩa là Minh triều cho nên cách chào này có tên là Minh tự Cung thủ lễ có nghĩa là vòng tay bái tổ nhà Minh quyết tâm khôi phục giang sơn nhà Minh.
Trong cách chào Minh tự Cung thủ lễ của Nam quyền, tư thế tấn khi chào là chảo mã tấn, chân phải trụ bộ chịu sức nặng cơ thể 100% và rùn thấp xuống, chân trái chấm nhẹ mũi chân ra phía trước và không chịu sức nặng cơ thể một chút nào. Tư thế chào này trong Nam quyền chỉ có Vịnh Xuân quyền và Bạch Mi quyền là ngược lại: tay phải xòe thủ chưởng, tay trái nắm thành quyền, thế tấn khi chào của Vịnh Xuân quyền là nhị tự kiềm dương bộ, thế tấn khi chào của Bạch Mi quyền là đứng chập hai chân tư thế như đứng nghiêm nhưng rùn thấp đầu gối hai chân xuống gọi là trụ tấn trong Thiếu Lâm quyền.
Trong khi nghiên cứu các bộ quyền thuật Thiếu Lâm Tung Sơn Hà Nam thì trước khi vào quyền hai bàn tay xoè thủ chưởng chắp lại phía trước ngực để bái Phật trước, rồi sau đó mới bái tổ các bậc tiên sư bằng tay phải nắm thành quyền và tay trái xoè thành thủ chưởng áp vào nhau nằm ngang chân mày trước mặt chứ không đặt trước ngực như Nam Thiếu Lâm, ý nghĩa của động tác bái tổ này nhằm biểu trưng cho hai lực lượng đối nghịch nhau - hỗ tương nhau là âm dương hoặc cương nhu trong quyền thuật. Sau khi kết thúc bài quyền cũng phải chắp hai tay lại làm lễ bái Phật, chứ không bái tổ bằng tay phải nắm thành quyền và tay trái xòe thủ chưởng để kết thúc bài quyền như các võ phái Nam quyền, cứ xem bài La Hán Thập bát thủ và La Hán quyền, Ngũ Lộ Mai Hoa quyền, Liên Hoa quyền,... của Thiếu Lâm Tung Sơn Hà Nam là rõ sự khác biệt này. Cả hai cách chào này: hai tay xòe thủ chưởng chắp trước ngực hoặc tay phải nắm quyền áp vào lòng bàn tay trái xòe chưởng đặt ngang chân mày trước mặt đều được gọi cùng tên là Đồng tử bái Quan Âm, nghĩa là chắp tay lễ Phật trước và sau khi luyện quyền.
Thế tấn khi chào Đồng tử bái Quan Âm của Thiếu Lâm Tung Sơn Hà Nam là tư thế đứng chập hai chân lại như đứng nghiêm và giữ đầu gối thẳng gọi là lập tấn trong Thiếu Lâm quyền.

### Thuyết thứ ba
Còn một thuyết nữa ly kỳ hơn kể rằng vào thời vua Khang Hy (cha của vua Ung Chính và là ông nội vua Càn Long), có 128 nhà sư chùa Thiếu Lâm đã giúp vị vua này bình định dẹp loạn Ngô Tam Quế, trong cuộc bình loạn này, 128 nhà sư Thiếu Lâm đã đánh bại các binh đoàn nổi loạn và không có một ai bị thương vong cả. Do sự việc này mà phát sinh hận thù giữa các nhà sư Thiếu Lâm và quân đội nhà Thanh nổi loạn sau này qui hồi. Chính các quan quân phiến loạn qui hồi này đã rắp tâm trả thù chùa Thiếu Lâm trong khi vua Khang Hy vẫn còn mang ơn nhà chùa và nhiều lần viếng thăm chùa để lại bút tích tại cổng chùa do chính ngài thủ bút.
Sự thật là vua Khang Hy rất mến mộ võ Thiếu Lâm và có để lại bút tích tại cổng chùa Thiếu Lâm Tung Sơn Hà Nam. Còn câu chuyện 128 nhà sư Thiếu Lâm kia thì không hiểu là chùa Thiếu Lâm nào? chùa Nam Thiếu Lâm Toàn Châu Phúc Kiến hay chùa Thiếu Lâm Tung Sơn Hà Nam? Vì sau này nhà Thanh phóng hỏa đốt chùa Nam Thiếu Lâm. Người đầu tiên phát lệnh cho quan quân nhà Thanh tiêu diệt chùa (Nam) Thiếu Lâm chính là vua Ung Chính rồi sau mới tới Càn Long. Câu chuyện này còn cho biết, sau vụ hỏa thiêu chùa, chỉ còn 5 cao đồ xuất sắc của Nam Thiếu Lâm sống sót và trốn thoát, 5 vị đó là:
1. Chí Thiện thiền sư (chữ Hán: 至 善 禪 師, phiên âm Latin: Jee Sin Sim See)
2. Ngũ Mai lão ni sư thái (chữ Hán: 五 枚 師 太, phiên âm Latin: Ng Mui Si Tai hay Wu Mei Shitai)
3. Bạch Mi Đạo Nhân (chữ Hán: 白 眉 道 人, phiên âm Latin: Bai Mei Dao Ren)
4. Phùng Đạo Đức (chữ Hán: 馮 道 德, phiên âm Latin: Fung Do Duk hay Fung To Tak)
5. Miêu Hiển (chữ Hán: 苗 顯, phiên âm Latin: Miu Hin hay Mew Hing) là cha của Miêu Thúy Hoa (chữ Hán: 苗 筴 花, phiên âm Latin: Miu Tsui Fa), ông ngoại của Phương Thế Ngọc (chữ Hán: 方世玉, phiên âm Latin: Fong Sei Yuk)

Vua Càn Long cũng đã từng bỏ công trùng tu chùa Thiếu Lâm Tung Sơn Hà Nam sau khi lên thăm chùa và nằm ngủ dưới mái hiên chùa làm thơ khi nghe tiếng mưa rơi giữa đêm khuya thanh vắng suy ngẫm về thế thái nhân tình. Cho nên câu chuyện vua Càn Long thiêu hủy chùa Thiếu Lâm Tung Sơn Hà Nam là một sự ngộ nhận lầm lẫn.
Tại mục bài Hồng Gia quyền trong tài liệu Nam quyền Toàn thư - nguyên tác Trung văn của quyền sư (Tiến sĩ) Trương Tuấn Mẫn (dịch giả Việt ngữ Thiên Tường) có nhắc đến Ngũ Tổ là năm vị sư tổ của Nam Thiếu Lâm chính là 5 vị trên mà sau này được các phái võ miền Nam Trung Hoa tôn vinh là 5 vị sư tổ của Nam quyền.

## Ảnh

Trương Lễ Tuyền (1880 - 1964) - học trò của Đại Sư Trúc Pháp Vân, truyền nhân đời thứ tư của Bạch Mi phái, người đã làm cho giới võ thuật ở miền nam Trung Hoa tận mục sở thị (xem tận mắt) sự ảo diệu của Bạch Mi quyền
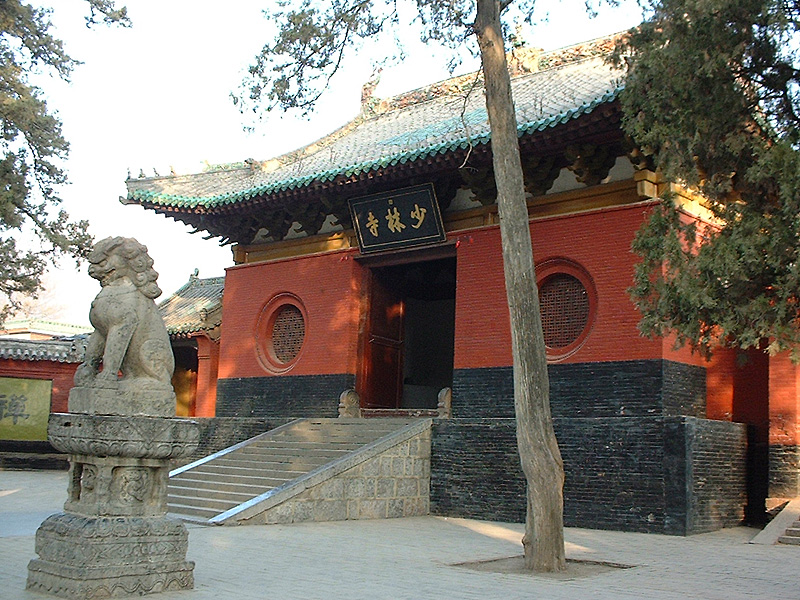
Đây mới chính là chùa Thiếu Lâm tại bìa rừng trên núi Thiếu Thất trong dãy Tung Sơn thuộc huyện Đăng Phong tỉnh Hà Nam nên mới có tên là Thiếu Lâm tự, là nơi phát tích võ công Thiếu Lâm quyền xưa nay